# Гидрооксалат натрия
Гидрооксала́т на́трия — неорганическое соединение,
кислая соль натрия и щавелевой кислоты с формулой NaHC2O4,
бесцветные кристаллы,
растворяется в воде,
образует кристаллогидраты.

## Физические свойства
Гидрооксалат натрия образует бесцветные кристаллы.
Растворяется в воде,
не растворяется в этаноле и диэтиловом эфире.
Образует кристаллогидрат состава NaHC2O4·H2O — бесцветные кристаллы триклинной сингонии, пространственная группа P 1, параметры ячейки a = 0,64235 нм, b = 0,66580 нм, c = 0,56941 нм, α = 85,048°, β = 110,100°, γ = 104,963°, Z = 2 при 120 К
.